# کامیلا کونوتاپ
کامیلا کونوتاپ (اوکراینی: Каміла Конотоп؛ ۲۳ مارس ۲۰۰۱) وزنه‌بردار اهل اوکراین بود. وی در مسابقات کشوری و بین‌المللی در مجموع برندهٔ 2 مدال طلا و 3 مدال نقره شده‌است. 